# Ellinor Franzén
Ellinor Franzén Almlöv, född 11 april 1978, är en svensk sångerska som deltog i Melodifestivalen 1996 med bidraget "Finns här för dig", samt i Melodifestivalen 2001 med bidraget "Om du stannar här". 
Hon var också sångerska i bandet Fjeld. Utbildad socionom.

### Fotnoter
1. ↑  ”Ellinor med två finalplatser i bagaget” (på svenska). Sveriges Radio. 27 november 2012. https://sverigesradio.se/sida/artikel.aspx?programid=2267&artikel=5360741. Läst 3 februari 2020.